# El Talia

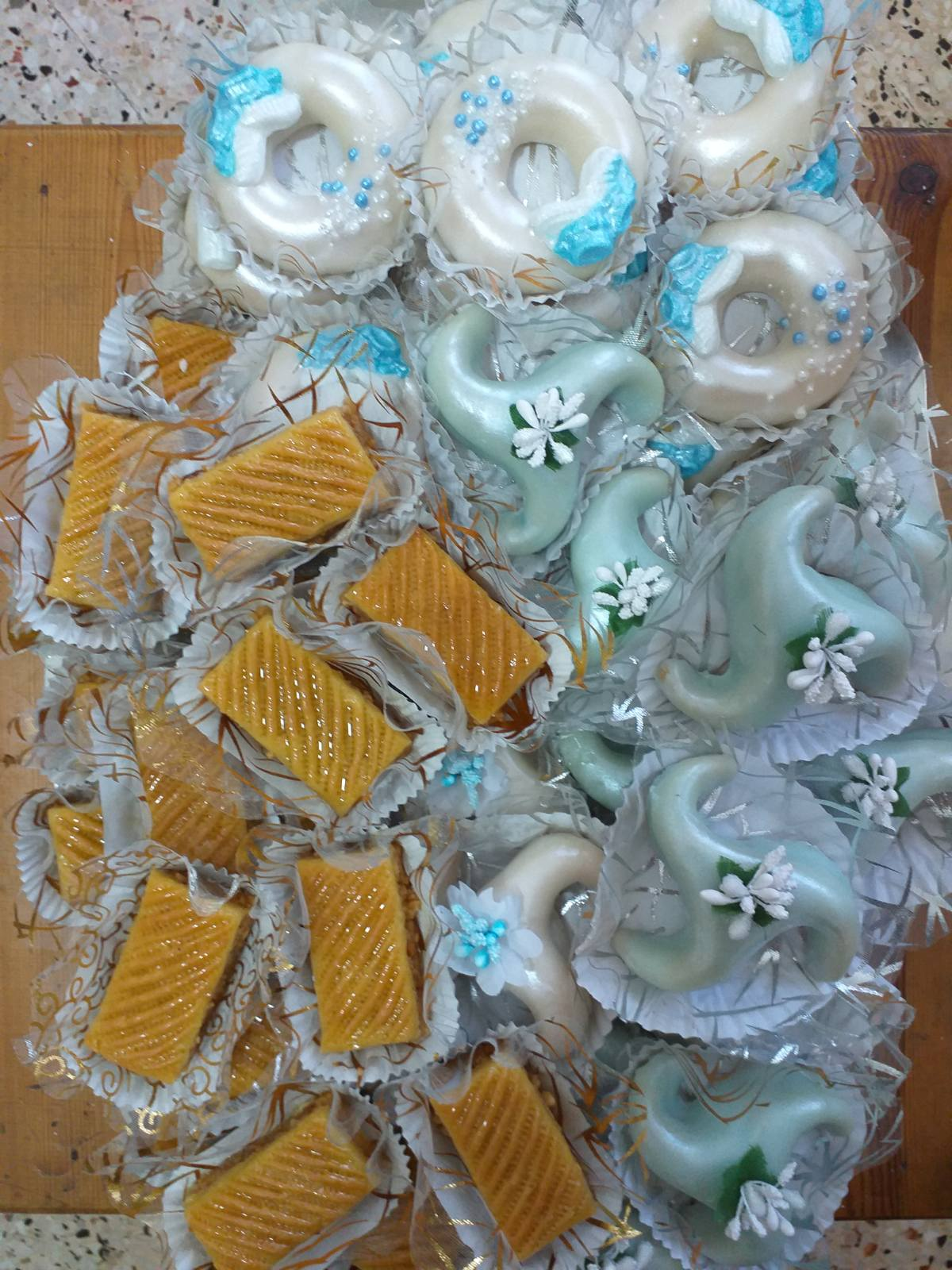
Aarayeches en bleu à droite, sablés baklawa à gauche et kaak metli en haut

El Talia (en arabe algérien : الطلية) ou ṭalyet ʾl-bayḍ (en arabe algérien: طلية البيض ), est un glaçage citronné algérien qui est utilisé pour décorer certaines pâtisseries algériennes telle que l'arayech, m'khabez ,,, kîkaât , les bananes, Ftirate, el âsiyat, el sandousiya ,..., etc.

## Évolution
Avec la transformation et l'évolution de la décoration de la pâtisserie algérienne, les chefs pâtissiers ont introduit de nouvelles techniques de décoration à base de talia,. Ces techniques ont été par la suite adoptées par le reste des artisans pour devenir un art artisanal,.